# 500 miles d'Indianapolis 1938

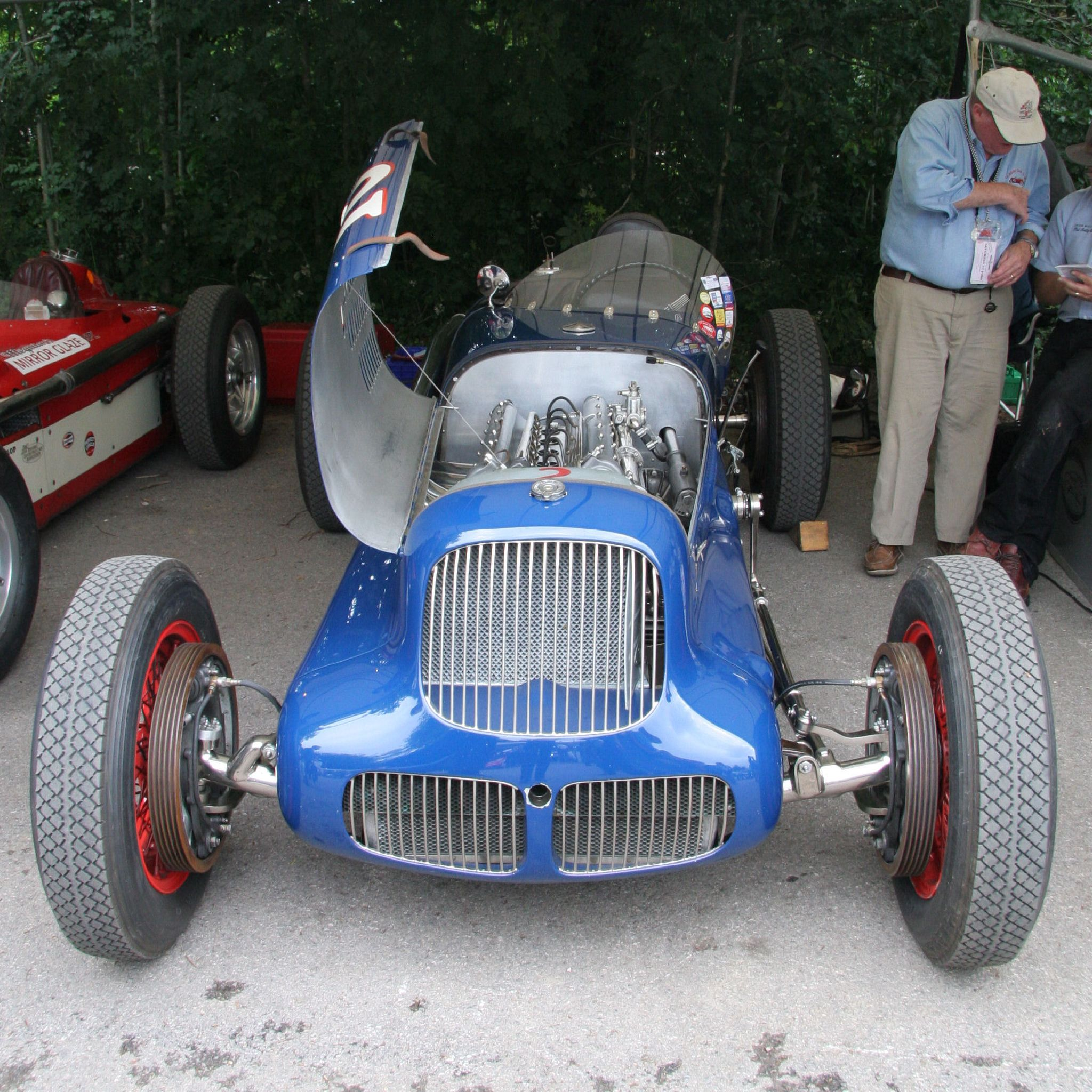
La voiture Thorne-Sparks Special 'Little Six' 1938 pilotée par Jimmy Snyder lors des 500 miles d'Indianapolis 1938.

Les 500 miles d'Indianapolis 1938, courus sur l'Indianapolis Motor Speedway et organisés le lundi 30 mai 1938, ont été remportés par le pilote américain Floyd Roberts sur une Wetteroth-Miller (en).

## Grille de départ
| Ligne | Intérieur          | Centre          | Extérieur     |
| 1     | Floyd Roberts      | Russ Snowberger | Rex Mays      |
| 2     | Tony Gulotta (en)  | Chet Miller     | Ted Horn      |
| 3     | Wilbur Shaw        | Babe Stapp      | Mauri Rose    |
| 4     | Ronney Householder | Frank Brisko    | Louis Meyer   |
| 5     | Joel Thorne        | Herb Ardinger   | Jimmy Snyder  |
| 6     | Bill Cummings      | Frank Wearne    | Chet Gardner  |
| 7     | George Connor      | Shorty Cantlon  | Kelly Petillo |
| 8     | Al Miller          | Al Putnam       | Louis Tomei   |
| 9     | Harry McQuinn      | Tony Willman    | Ira Hall      |
| 10    | Emil Andres        | George Bailey   | Billy Devore  |
| 11    | Henry Banks        | Cliff Bergere   | Duke Nalon    |

La pole a été réalisée par Floyd Roberts à la moyenne de 202,264 km/h. Le meilleur temps des qualifications est à mettre à l'actif de Ronney Householder à la moyenne de 202,406 km/h.

## Classement final
| no | Pilote             | Voiture               | Tours | Temps/Abandon |
| 1  | Floyd Roberts      | Wetteroth-Miller      | 200   |               |
| 2  | Wilbur Shaw        | Shaw-Offenhauser      | 200   |               |
| 3  | Chet Miller        | Summers-Offenhauser   | 200   |               |
| 4  | Ted Horn           | Wetteroth-Miller      | 200   |               |
| 5  | Chet Gardner       | Rigling-Offenhauser   | 200   |               |
| 6  | Herb Ardinger      | Miller-Offenhauser    | 199   |               |
| 7  | Harry McQuinn      | Marchese-Miller       | 197   |               |
| 8  | Billy Devore       | Stevens-Offenhauser   | 185   |               |
| 9  | Joel Thorne        | Shaw-Offenhauser      | 185   |               |
| 10 | Frank Wearne       | Adams-Offenhauser     | 181   |               |
| 11 | Duke Nalon         | Fengler-Miller        | 178   |               |
| 12 | George Bailey      | Weil-Duray            | 166   | embrayage     |
| 13 | Mauri Rose         | Maserati              | 165   | moteur        |
| 14 | Ronney Householder | Adams-Sparks          | 154   | moteur        |
| 15 | Jimmy Snyder       | Adams-Sparks          | 150   | moteur        |
| 16 | Louis Meyer        | Stevens-Winfield      | 149   | pompe à huile |
| 17 | Tony Gulotta (en)  | Stevens-Offenhauser   | 130   | mécanique     |
| 18 | Al Miller          | Miller                | 125   | embrayage     |
| 19 | George Connor      | Adams-Miller          | 119   | moteur        |
| 20 | Cliff Bergere      | Stevens-Miller        | 111   | moteur        |
| 21 | Henry Banks        | Miller-Voelker        | 109   | mécanique     |
| 22 | Kelly Petillo      | Wetteroth-Offenhauser | 109   | mécanique     |
| 23 | Louis Tomei        | Miller                | 88    | mécanique     |
| 24 | Bill Cummings      | Miller                | 72    | radiateur     |
| 25 | Russ Snowberger    | Snowberger-Miller     | 56    | mécanique     |
| 26 | Bape Stapp         | Weil-Miller           | 54    | moteur        |
| 27 | Tony Willman       | Stevens-Miller        | 47    | moteur        |
| 28 | Rex Mays           | Alfa Romeo            | 45    | moteur        |
| 29 | Emil Andres        | Adams-Brisko          | 45    | accident      |
| 30 | Ira Hall           | Nowiak-Studebaker     | 44    | accident      |
| 31 | Frank Brisko       | Stevens-Brisko        | 39    | fuite d'huile |
| 32 | Al Putnam          | Stevens-Miller        | 15    | mécanique     |
| 33 | Shorty Cantlon     | Stevens-Miller        | 13    | moteur        |

## Sources
- (en) Résultats complets sur le site officiel de l'Indy 500